# Marcel Delattre
Marcel Delattre (ur. 17 listopada 1939 w Puteaux) – francuski kolarz torowy, dwukrotny medalista mistrzostw świata.

## Kariera
Największy sukces w karierze Marcel Delattre osiągnął w 1960 roku, kiedy zwyciężył w indywidualnym wyścigu na dochodzenie amatorów podczas mistrzostw świata w Lipsku. W tym samym roku wystąpił na igrzyskach olimpijskich w Rzymie, gdzie wraz z kolegami zajął czwarte miejsce w drużynowym wyścigu na dochodzenie, przegrywając walkę o podium z reprezentantami ZSRR. Na rozgrywanych w 1961 roku mistrzostwach świata w Zurychu Delattre był trzeci w indywidualnej rywalizacji amatorów, przegrywając jedynie z dwoma Holendrami: Henkiem Nijdamem oraz Jacobem Oudkerkiem. Ponadto trzykrotnie zdobywał medale torowych mistrzostw kraju, w tym złoty w 1964 roku.